# Dietrich Rotter
Dietrich Rotter (* 17. Februar 1929 in Waldenburg; † 17. Dezember 1984 in Dresden) war ein deutscher Bergbauingenieur und Hochschullehrer.

## Leben
Dietrich Rotter wuchs als Sohn des Schneiders Josef Rotter und dessen Ehefrau Emma in Niederschlesien auf, begann dort 1945 eine Lehre zum Elektriker, musste jedoch vor dem Abschluss seine Heimat verlassen. Er arbeitete ein paar Monate lang als Bauhilfsarbeiter in Aue und trat in die SED ein. 1946 ging er nach Freiberg, wo er am Kondensatorenwerk seine Ausbildung fortsetzte und 1948 die Gesellenprüfung ablegte. An der Arbeiter-und-Bauern-Fakultät der Bergakademie Freiberg erwarb er im Jahr 1950 das Abitur, anschließend begann er, an der Bergakademie Bergbau zu studieren. Ab 1951 setzte er sein Studium am Moskauer Bergbauinstitut fort, das er 1956 als Diplom-Bergingenieur beendete.
Nach seinem Studium arbeitete Dietrich Rotter im sächsischen Steinkohlenbergbau. Am 1. September 1959 wurde er wissenschaftlicher Referent der Klasse für Bergbau, Hüttenwesen und Montangeologie bei der Deutschen Akademie der Wissenschaften in Berlin. 1964 promovierte er an der Bergakademie Freiberg zum Dr.-Ing. Von April 1964 bis August 1966 leitete er die Arbeitsgruppe für Bergbaugeophysik in der Freiberger Außenstelle des Instituts für Geodynamik Jena. Am 1. September 1966 wurde die Außenstelle an das Institut für Angewandte Geophysik der Bergakademie Freiberg angegliedert, und Rotter übernahm die Leitung. Von Januar 1969 bis Ende April 1970 wirkte er an der Bergakademie als Direktor für Forschung.
Am 1. Mai 1970 wurde er zum Professor für Geomechanik berufen, am 7. Mai beendete er seine Promotion B, und am 12. Juni 1970 wurde er Rektor der Bergakademie. Er wirkte in dieser Funktion bis zum 29. September 1976. Von Mai 1972 bis 1978 fungierte er als Vorsitzender des Bezirksvorstandes Karl-Marx-Stadt der Gesellschaft für Deutsch-Sowjetische Freundschaft. Im Jahr 1975 wurde Rotter mit dem Vaterländischen Verdienstorden in Bronze ausgezeichnet. Ab 1978 leitete er an der Bergakademie den Wissenschaftsbereich Geomechanik der Sektion Geotechnik und Bergbau. Dietrich Rotter starb nach langer, schwerer Krankheit am 17. Dezember 1984 und wurde auf dem Dresdner Heidefriedhof beigesetzt.

## Veröffentlichungen (Auswahl)
- Über die Anwendung einer seismoakustischen Methode (Eigenimpulsmethode) zur Lösung gebirgsmechanischer Probleme am Beispiel eigener Messungen. Dissertation, Bergakademie Freiberg, 1964
- Beiträge zur Untersuchung des Verformungs- und Bruchverhaltens von Gestein in situ. Dissertation B, Bergakademie Freiberg, 1970